# محمدسعید اربابی
محمدسعید اربابی (زادهٔ ۱۳۵۸) مدیر اجرایی است که از بهمن ۱۴۰۳ رئیس هیئت مدیره و مدیرعامل سازمان منطقه آزاد تجاری-صنعتی چابهار است. اربابی همچنین نمایندهٔ دورهٔ نهم مجلس شورای اسلامی و دبیر اول کمیسیون اقتصادی مجلس شورای اسلامی از حوزهٔ انتخابیه ایرانشهر،و عضو هیئت امناء دانشگاه ولایت ایرانشهر بوده است.